# China Keitetsi
China Keitetsi (Uganda, 1976) és una activista que ha guanyat renom internacional pel seu compromís amb la lluita contra els nens soldat. Col·labora amb diverses organitzacions i lidera una fundació per a la rehabilitació d'aquests menors reclutats com a nenes i nens soldat. Les memòries de Keitetsi –ella mateixa una antiga nena soldat– expliquen les seves experiències i la seva rehabilitació i han estat traduïdes al francès, l'alemany, el japonès, el xinès i altres llengües.

## Biografia
China Keitetsi va néixer el 1976 en un poble petit de la Uganda occidental. Sense la seva mare, va passar els primers anys amb el pare i la seva nova companya. Al 1984, quan tenia nou anys, la China va fugir amb una germana per anar a cercar la seva mare, i caigué en mans de l'Exèrcit de Resistència Nacional, liderat en aquell moment per Yoweri Museveni. Rebé aleshores un nou nom de mans de la seva instructora, que decidí anomenar-la China en referència als seus ulls, i també una arma.
Kampala va caure el 26 de gener de 1986, i Museveni va ser proclamat president, però Uganda va quedar immersa en la guerra civil. Diversos grups armats s'oposaven al nou govern. La China, com molts altres nens i nenes reclutats per l'NRA (l'Exèrcit de Resistència Nacional) per combatre el govern d'Obote, romangué a les files de les noves Forces de Defensa del Poble d'Uganda (UPDF).
Del 1986 al 1995, malgrat breus retorns a la vida civil, China Keitetsi passà la major part de temps al nou exèrcit governamental. Perdé molts amics en combat. Com moltes altres nenes soldat, va ser violada diverses vegades pels seus oficials superiors.
Després de passar deu anys a l'exèrcit de Museveni, China Keitetsi va fugir-ne al 1995. Es va escapar amb un amic a través de Kenya, Tanzània, Zàmbia i Zimbàbue cap a Sud-àfrica, on va sol·licitar estatus de refugiat. Quatre anys més tard, tement encara per la seva seguretat, demanà ajuda al Departament d'Afers Interns. És l'ACNUR (Oficina de l'Alt Comissionat de les Nacions Unides per als Refugiats) qui es va fer càrrec del seu cas i els oferí l'oportunitat d'instal·lar-se a Dinamarca.
Ara viu a Dinamarca i el 2002 va publicar les seves memòries en un llibre titulat Child Soldier: Fighting for my life. Al setembre de 2007 es va publicar la segona part del seu llibre, Tears Between Heaven and Earth: My way back to life. Ha esdevingut una portaveu internacional que lluita contra el reclutament de menors i el reclutament de nenes i nens soldat a tot el món. Els llibres de China Keitetsi han estat publicats a Dinamarca, Països Baixos, Alemanya, Àustria, Suïssa, Sud-àfrica, Anglaterra, França, Espanya, la República Txeca, Japó i Xina.